# Piet van Beveren

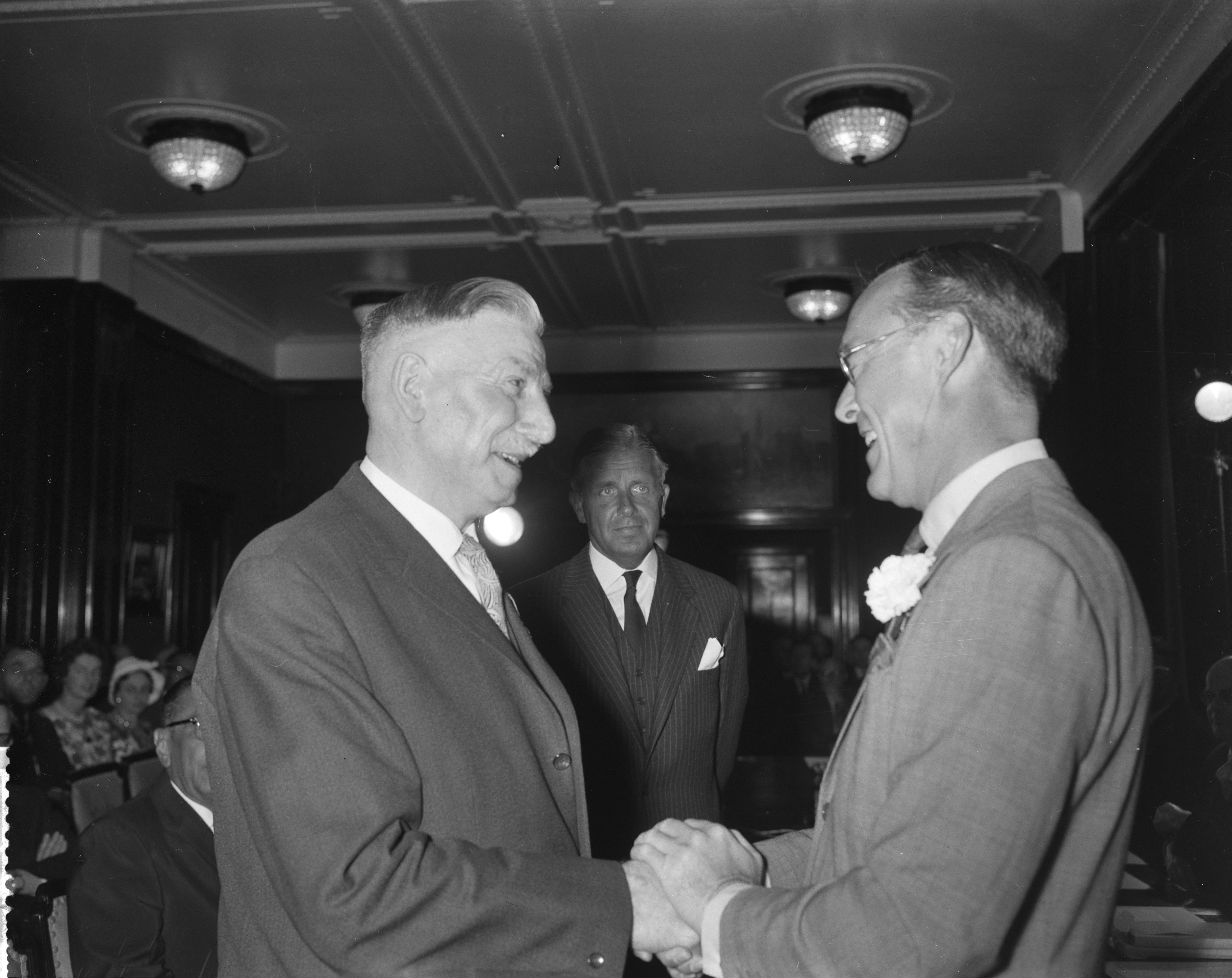
Van Beveren krijgt Zilveren Anjer (1961)

Pieter ( Piet) van Beveren (Zierikzee, 14 augustus 1894- Zierikzee, 16 juni 1970) was een Nederlands stadsarchivaris.
Hij was zoon van Neeltje Adriana Blok en behanger Jacobus Cornelis van Beveren. Hijzelf was sinds 1921 getrouwd met Neeltje bij de Vaate.
Van huis uit was Van Beveren boom- en fruitkweker annex tuinman te Malta (voordat het een woonwijk werd), met vermoedelijk alleen een opleiding aan de lagere school. Allengs nam zijn hobby, sinds 1910 de geschiedenis van Zierikzee, de overhand. Dit mondde in 1937 uit tot zijn benoeming tot (tijdelijke) archivaris van het oude archief van die stad, onder begeleiding van Pieter Dignus de Vos (1866-1942), zijn voorganger. Die tijdelijke aanstelling liep uit op de ambtenaarsfunctie in het archief (1947) en in 1950 tot de functie van conservator van het Stedelijk Museum Zierikzee. In 1951 werden de functies gecombineerd. Hij hoefde voor dat laatste eigenlijk niet de deur uit, want hij woonde enige tijd in de conciërgewoning, moest vanwege renovatie in de jaren zestig verhuizen, maar keerde terug.
Als gevolg van beide functies bemoeide hij zich onder meer met het behoud van het historisch erfgoed aldaar. Hij ondernam ook tochten op de wateren rond Zierikzee, met name Oosterschelde om er voor genootschap Kor en Bot de bodem te onderzoeken op fossielen. Hij publiceerde artikelen en hield ook lezingen.
Van Beveren stond voorts te boek als amateur-geoloog en –archeoloog. Hij kreeg in 1960 als eerste Zeeuw de Zilveren Anjer opgespeld vanwege zijn verworven kennis van de geschiedenis van Zierikzee en Schouwen-Duiveland. Hij was secretaris van de vereniging Stad en land van Schouwen-Duiveland. Hij publiceerde Een wandeling door Zierikzee (1950), De verdwenen kastelen van Schouwen-Duiveland (1960); ook schreef hij Het Huis Repaer (1968).
In 1963 ging Van Beveren met pensioen (eervol ontslag), was nog wel benoemd tot ereburger (erepenning in 1950) en werd opgevolgd door Cornelis Postma. Hij was onafscheidelijk van zijn pijp. Eén van zijn overlijdensadvertenties werd opgesteld door burgemeester Dirk Kastelein en gemeentesecretaris R. van Ommeren; een andere door de commissarissen van de Slavenkas van Zierikzee. Van Beveren werd begraven op de Algemene Begraafplaats Zierikzee.
- Nederlandse Thesaurus van Auteursnamen: 303942231
- Virtual International Authority File: 281006602